# Desplazados internos

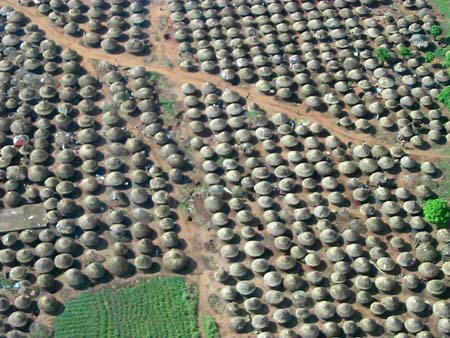
Campo de desplazados internos en el África Central

Una persona desplazada interna es alguien que es forzado a dejar su hogar, pero que se mantiene dentro de las fronteras de su país.

## Características del desplazamiento interno
Lo que hace diferente al desplazamiento forzado de las migraciones es que éstas se basan principalmente en aspectos económicos, en las cuales prevalece la voluntad de mejorar la calidad de vida, mientras que el desplazamiento interno implica movilizaciones no opcionales y no planeadas.
Y las causas más frecuentes que propician esta movilización son: 
- Violencia generalizada
- Desastres naturales o convencionales (industriales, contaminaciones, incendios, accidentes nucleares
- Conflictos armados nacional o regional con actores militarizados con diversos orígenes (crimen organizado, paramilitarismo, fuerzas armadas, organizaciones militarizadas de justicia y seguridad privada)
- Desplazamientos dirigidos (mega construcciones como represas, parques industriales, ciudades inteligentes o ciudades ecológicas) o cualquier situación que ponga en riesgo la integridad del individuo y su patrimonio.[2]

Pero también se puede vincular más de una causa.

## Países con personas desplazadas internas

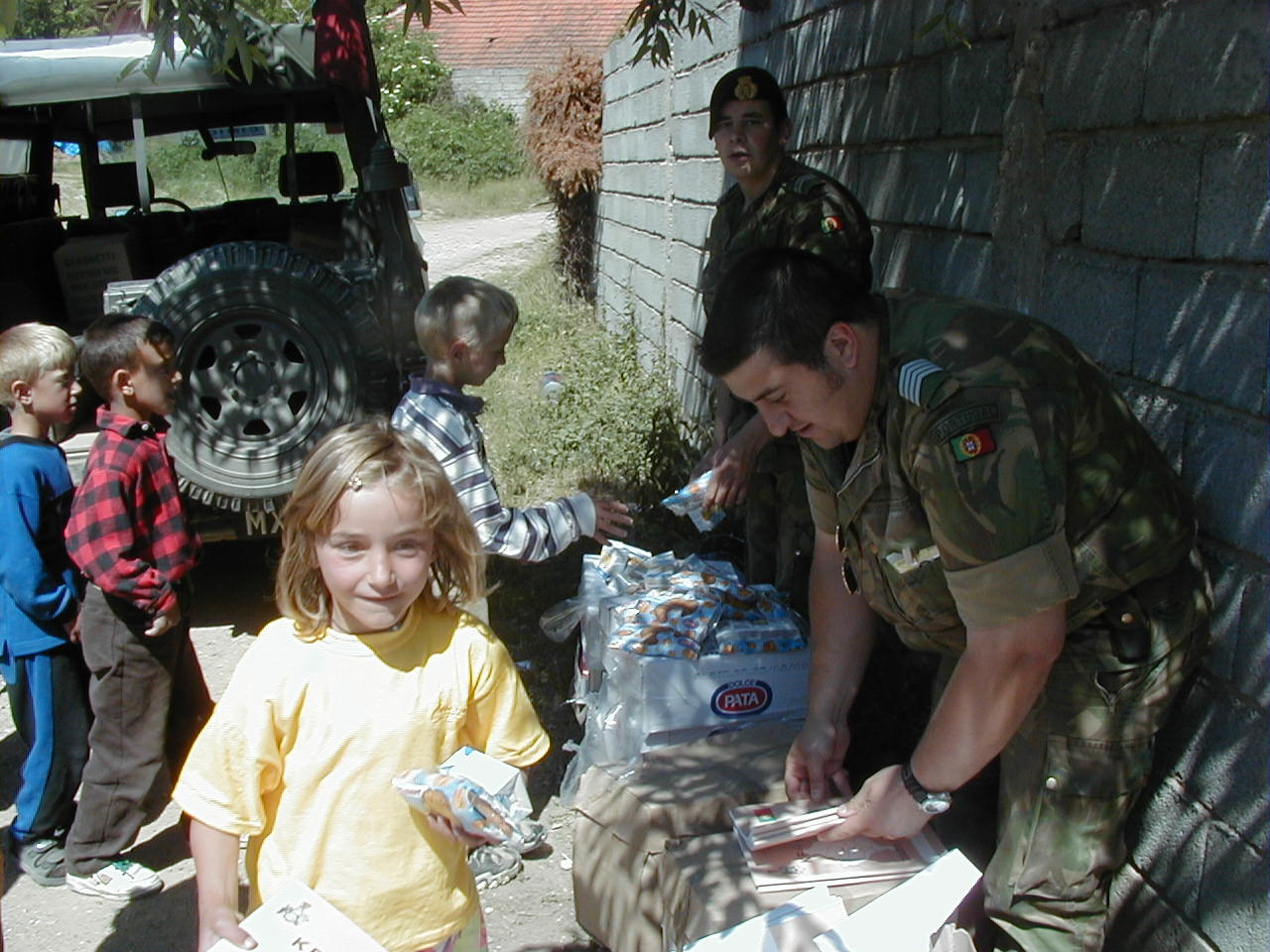
Asistencia humanitaria, en Kosovo.

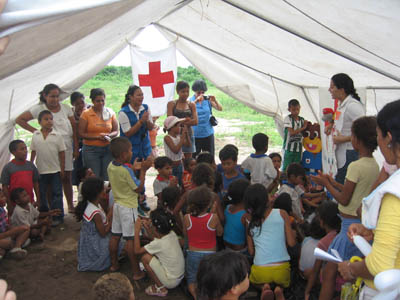
Colombia es el país con mayor cantidad de desplazados internos en el mundo, cerca de 7,2 millones de personas han sido desplazadas a causa del conflicto armado interno.

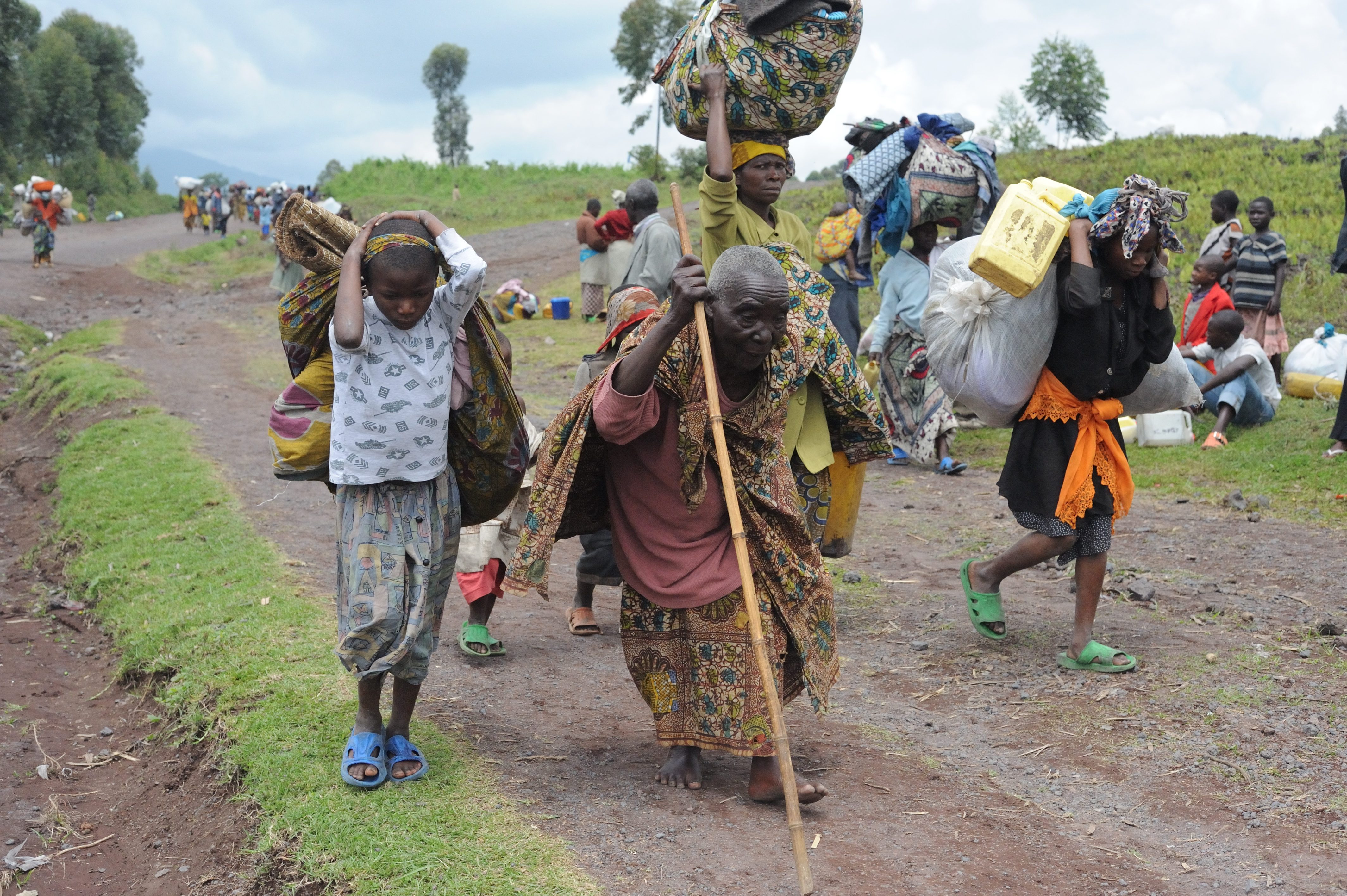
Los aldeanos que huyen de la violencia, en un campamento para desplazados internos durante la guerra en Kivu Norte 2008, en la República Democrática del Congo.

En el mundo existen 55 millones de personas desplazadas dentro de su país, y se sabe que Siria, Colombia, República Democrática del Congo, Yemen, Etiopía y Afganistán encabezan la lista de países con mayor número de personas desplazadas internas a nivel mundial, pero también se reconoce que hay otros territorios en los que este fenómeno tiene lugar, sobre todo, aquellas comunidades, localidades o poblados étnicos y rurales y zonas urbanas marginales.
| País                            | Personas desplazadas |
| ------------------------------- | -------------------- |
| México                          | 281 400              |
| Guatemala                       | 248 500              |
| El Salvador                     | 288 900              |
| Honduras                        | 29 400               |
| Colombia                        | 6 044 200            |
| Perú                            | 150 000              |
| Venezuela                       | 4 600 000            |
| Bosnia y Herzegovina            | 100 400              |
| Kosovo                          | 17 100               |
| Macedonia del Norte             | 200                  |
| Ucrania                         | 646 500              |
| Turquía                         | 953 700              |
| Georgia                         | 232 700              |
| Armenia                         | 8 400                |
| Azerbaiyán                      | 568 900              |
| Turkmenistán                    | 4 000                |
| Uzbekistán                      | 3 400                |
| Rusia                           | 25 400               |
| Agfanistán                      | 2 700 000            |
| Pakistán                        | 1 900 000            |
| Nepal                           | 50 000               |
| Bangladés                       | 431 000              |
| Laos                            | 4 500                |
| Filipinas                       | 77 700               |
| Tailandia                       | 35 000               |
| Indonesia                       | 84 000               |
| Papúa Nueva Guinea              | 7 500                |
| Timor Oriental                  | 900                  |
| Birmania                        | 645 300              |
| Sri Lanka                       | 90 000               |
| India                           | 853 900              |
| Zimbabue                        | 36 000               |
| Burundi                         | 77 600               |
| Uganda                          | 29 800               |
| Kenia                           | 309 200              |
| Somalia                         | 1 106 800            |
| Sudán del Sur                   | 2 400 000            |
| Etiopía                         | 397 200              |
| Eritrea                         | 10 000               |
| Yemen                           | 334 100              |
| Chipre                          | 212 400              |
| Irak                            | 3 276 000            |
| Palestina                       | 275 000              |
| Siria                           | 7 600 000            |
| Líbano                          | 19 700               |
| Serbia                          | 97 300               |
| Chad                            | 71 000               |
| Libia                           | 400 000              |
| Malí                            | 61 600               |
| Senegal                         | 24 000               |
| Níger                           | 11 000               |
| Nigeria                         | 1 075 300            |
| Liberia                         | 23 000               |
| Costa de Marfil                 | 300 900              |
| Togo                            | 10 000               |
| Camerún                         | 40 000               |
| Congo                           | 7 800                |
| República Democrática del Congo | 2 756 600            |
| República Centroafricana        | 438 500              |
| Myanmar                         | 1 200 000            |

## Protección de las personas desplazadas internas
Todas las etapas de un desplazamiento interno dejan, a quienes la sufren, en un estado de vulnerabilidad, pues la violencia tanto psicológica como física, en algunos casos, implica una condición en la que se carece de la seguridad jurídica y se pone en riesgo la integridad personal, por lo tanto, el Alto Comisionado de las Naciones Unidas para los Refugiados promueve la protección de las personas desplazadas internas, apoyan el desarrollo de marcos normativos mediante la asistencia técnica, la promoción y el desarrollo de capacidades.
Además, se ha llevado el tema a foros internacionales pues, se sabe que los desplazamientos internos se producen, pero no se registran, en consecuencia no se puede dimensionar con exactitud la complejidad del fenómeno y mucho menos, canalizar a la población afectada según sus necesidades. 